# Abdiqasim Salad Hassan
Abdiqasim Salad Hassan (in somalo: Cabdiqaasim Salaad Xasan, in arabo عبدي قاسم صلاد حسن; Galdogob, 1º gennaio 1941) è un politico somalo, Presidente della Somalia dal 2000 al 2004.

## Primi anni
Hassan nacque nel 1941 nella città di Galdogob, situata a pochi chilometri dal confine etiope, nella regione centrosettentrionale del Mudug. Appartiene agli Habr Ghedir, sottoclan degli Hauia, lo stesso di suo cugino Mohammed Farah Aidid. Ha un fratello, Abdi Salad Hassan, anch'egli attivo nella politica somala.
Hassan intraprese la sua formazione universitaria in URSS, laureandosi nel 1965 in biologia all'Università statale Lomonosov di Mosca.

## Carriera politica

### Esperienza nel regime di Siad Barre
La storia politica di Hassan iniziò durante il regime del generale Siad Barre, che nel 1969 aveva preso il potere con un colpo di Stato incruento e senza praticamente trovare opposizione. In questo periodo Hassan ricoprì più volte l'incarico di ministro: fu infatti al vertice del dicastero dell'industria (1973-1976), dell'informazione (1976-1978), del lavoro (1984-1985), dei lavori pubblici (1985-1987) e dell'interno (1990-1991); in qualità di ministro dell'interno, fu a capo di tutte le agenzie di sicurezza interna, inclusi la polizia, i servizi segreti somali, il Dipartimento Investigativo del Partito Socialista Rivoluzionario Somalo e la Vice Presidenza del Consiglio dei Ministri.
Nonostante appartenessero alla stessa tribù e fossero cugini, Hassan non si unì a Mohamed Farah Aidid, che era comandante militare delle forze che combattevano contro il regime di Barre e le truppe governative. Dopo la destituzione di Barre nel 1991 e l'inizio della guerra civile somala, Hassan partì per Il Cairo.

### La Presidenza
Hassan costituì nel 1991 un governo che controllava solo alcune parti della capitale Mogadiscio, mentre il resto del paese era sotto il controllo di vari signori della guerra. Alla conferenza di pace di Gibuti del 2000 Hassan partecipò alle elezioni del nuovo Presidente della Repubblica e le vinse, battendo Ali Mahdi Mohamed, che rispettò l'esito del voto e si impegnò a collaborare lealmente col vincitore: era dal 1995 che la Somalia non aveva nessun governo centrale riconosciuto.
Il governo di Hassan prese il nome di Governo Nazionale di Transizione e cercò di porre fine all'anarchia che regnava nel paese dalla fine della dittatura di Barre. Tuttavia, il governo fu contrastato da vari signori della guerra come Mohamed Omar Habeb Dhere e Hussein Mohammed Farah, figlio di Aidid e nipote dello stesso Hassan.
I signori della guerra ostili al governo si unirono nel Consiglio di Riconciliazione e Restaurazione della Somalia, alleanza politico-militare antigovernativa fortemente sostenuta dall'Etiopia e, pare, dagli Stati Uniti.
Il supporto statunitense ed etiope era senza dubbio motivato dalla volontà di combattere gli estremisti islamici del gruppo terroristico Al-Itihaad al-Islamiya, legato ad Al Qaeda. I signori della guerra avevano sempre combattuto aspramente contro i fondamentalisti islamisti, con i quali si contendevano violentemente il controllo della Somalia.
Peraltro il TNG non appariva abbastanza risoluto per sostenere la lotta al terrorismo, ed era anzi accusato dall'Etiopia e dal SRRC di essere colluso con gli integralisti, accuse peraltro sempre respinte fermamente da Hassan, il quale nel corso del suo mandato ebbe con l'Etiopia sempre difficili rapporti.
Nel febbraio 2003 il Primo Ministro etiope Meles Zenawi ammise l'ingresso occasionale dell'esercito etiope in Somalia per combattere gli estremisti islamici filo-Al Qaeda di Al-Itihaad al-Islamiya. Ma aggiunse che il governo dell'Etiopia aveva a disposizione una lista di membri di Al-Itihaad che erano presenti nel TNG e nel Parlamento somalo, a dimostrazione del fatto che il TNG fosse legato ai fondamentalisti islamici. Il Presidente del TNG Hassan negò quanto sostenuto da Zenawi ed accusò l'Etiopia di destabilizzare la Somalia interferendo nella sua politica interna e di fornire armi ai signori della guerra che si opponevano al governo, in violazione dell'embargo imposto nel 1992 dalle Nazioni Unite sulla fornitura di armi a tutte le fazioni coinvolte nella guerra civile somala. A sua volta l'Etiopia respinse quanto addebitatole.
Inoltre Hassan ebbe vari problemi interni: il suo governo cambiò 4 Primi Ministri in 3 anni e andò in bancarotta nel dicembre del 2003.
Poco prima della fine del mandato del suo governo nell'agosto del 2003, Hassan abbandonò le consultazioni volte a formare un nuovo governo. Il Primo Ministro Hassan Abshir Farah lo accusò di provare a far fallire le trattative per restare più tempo in carica, e si dimise.
In realtà, Hassan si fece da parte per permettere lo svolgimento di elezioni costituzionalmente corrette di un nuovo Presidente.
Partecipò alle elezioni, ma perse al primo turno. Dando prova di grande responsabilità, accettò pacificamente il risultato e lasciò la sua carica.

### Dopo la Presidenza
In seguito ha continuato il suo impegno per una Somalia più sicura, partecipando ad una serie di eventi nel paese ed all'estero e parlando ai propri connazionali su come possano cambiare in meglio la nazione. Adesso divide il suo tempo tra la Somalia e l'Egitto.